# Димитрій (патріарх Сербії)
Патріарх Димитрій (серб. Патријарх Димитрије, у світі Димитріє Павлович, серб. Димитрије Павловић; 16 (28) жовтня 1846 — 6 квітня 1930) — єпископ Сербської Православної церкви; від 12 листопада 1920 — Архієпископ Печський, Митрополит Белградський-Карловацький, Патріарх Сербії (Печський від 1924).

## Життєпис
Навчався у Пожареваці, у Великому Селі. 
1868 у Белграді отримав богословську освіту. Деякий час працював викладачем. 
Рукопокладений в диякона, потім у 1870 покладений у пресвітера. 
1882 – професор Белградської семінарії. 
8 листопада 1884 Хіротонія у єпископа Нишського. 
До 1889 – очолював катедру, після чого був направлений до Франції, де продовжив свою освіту. 
Після смерті митрополита Михаїла, повертається до Сербії, де стає єпископом шабачко-вальєвським. 
У 1905 після смерті сербського митрополита Інокентія був обраний митрополитом Сербії. Його повний титул був «архієпископ Белградський та митрополит Сербії». 
Під час Першої світової війни перебував спочатку в Албанії, а потім на Корфу, незважаючи на вимогу влади Сербії, аби він залишався у Сербії (ті архієреї, що залишилися у Сербії були інтерновані окупаційною адміністрацією)).
Після завершення війни усі сербські православні єпархії знову опинилися в одній державі. У травні 1919 сербські єпископи на соборі у Белграді оголосили про свою певну духовну єдність, через це з’явилася можливість відновлення Сербської Патріархії, яку ліквідували турки у 1766. Сербська Церква та король Петро I Карагеоргієвич звернулися до Вселенського Патріархі про повторне дарування автокефалії, що і було дозволено у відповідному томосі. 
30 жовтня (12 листопада) 1920 архієрейським собором у  Сремських Карлівцях обраний Патріархом Сербії; інтронізація здійснена 31 жовтня 1920.

## Патріарх
Димитрій створив православну єпархію у Чехословаччині, здійснив хіротонію Горазда Павлика 25 вересня 1921 у єпископа Чесько-Моравського. Також заснував сербську американо-канадську єпархію і відновив старі єпархії у Бихачі та Браничево.
1921 – запросив до Сербії Вище російське церковне керівництво за кордоном та надав російським архієреям свою резиденцію у Сремських Карловцях. 3 (16 березня) 1922 Патріарх Тихон офіційно подякував Димитрію за те, що той надав притулок російським архієреям. 8 – 20 листопада (за старим календарем) 1921 за допомоги Сербської Церкви у Сремських Карловцях відбувся Всезакордонний російський церковний збір, потім перейменований у Собор (у сучасній літературі часто йменується Першим все закордонним церковним Собором) на якому була організована Російська православна церква закордоном.
8 червня 1922 Патріарх у соборній церкві Белграда вінчав короля Олександра І Карагеоргієвича та румунську принцесу Марію. 
Димитрій схвалив основні принципи і підтримав роботу «Християнської національної спілки», що ставила за мету духовне відродження сербського народу. У 1927 (до 500-річчя від дня смерті Стефана Лазаревича) здійснив спробу його канонізації, однак цю ініціативу не підтримав архієрейський собор. 

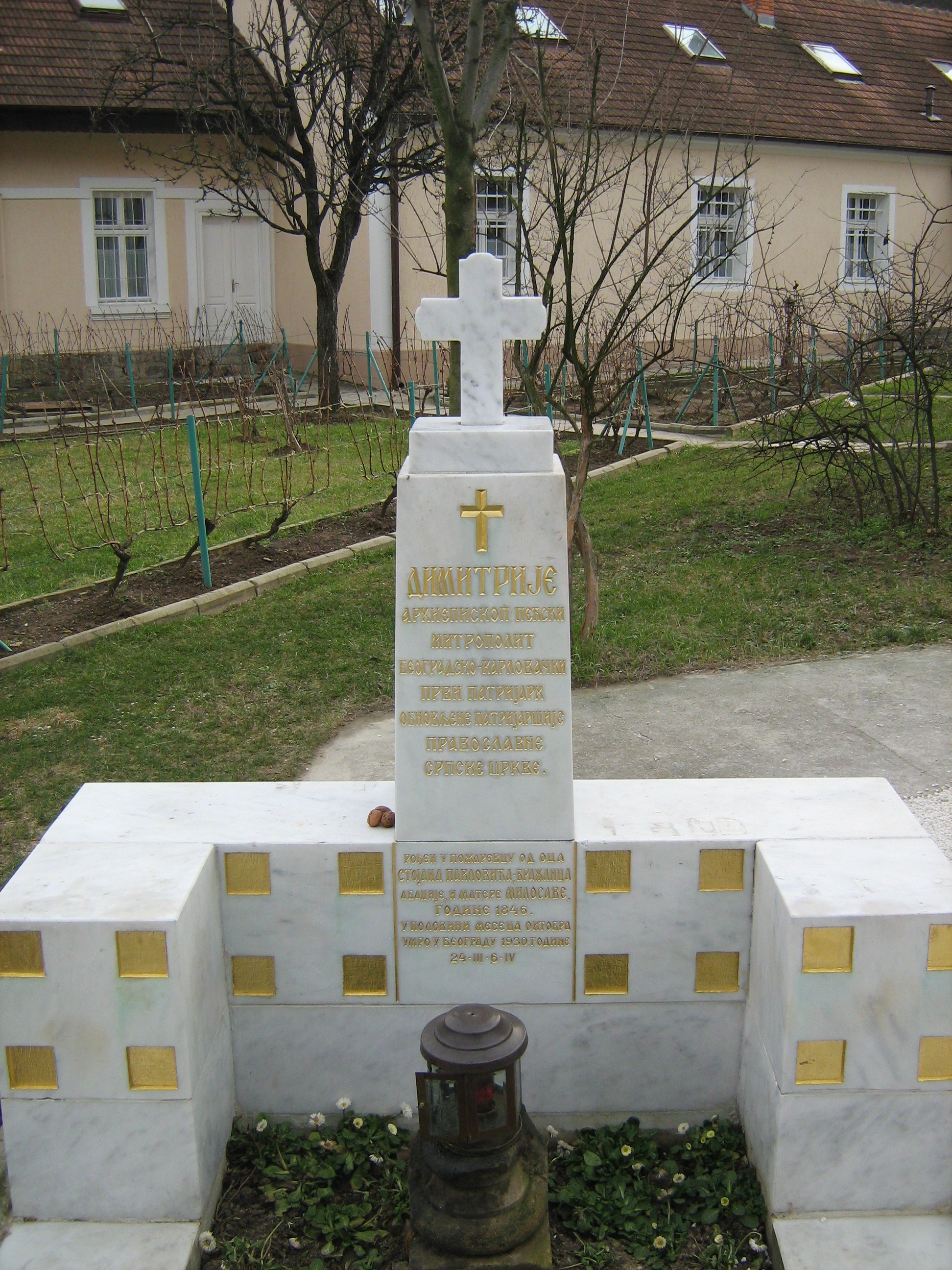
Могила Патріарха

Димитрій займався також підготовкою богослужебної літератури – за його участі був упорядкований та виданий Хілендарський типікон Святого Сави. 
Помер 6 квітня 1930 у Белграді і був похований у монастирі Раковиця. 